# Santa María Chimalapa (kommun)
Santa María Chimalapa är en kommun i Mexiko.   Den ligger i delstaten Oaxaca, i den sydöstra delen av landet, 600 km sydost om huvudstaden Mexico City.
Följande samhällen finns i Santa María Chimalapa:
- Santa María Chimalapa
- La Esperanza
- San Francisco la Paz
- Cal y Mayor
- Congregación Cabecera Chalchijapa
- Dos Arroyos
- José López Portillo
- Canaán
- San Antonio Nuevo Paraíso
- Nicolás Bravo
- Arroyo Chichihua